# 聖公會（澳門）蔡高中學

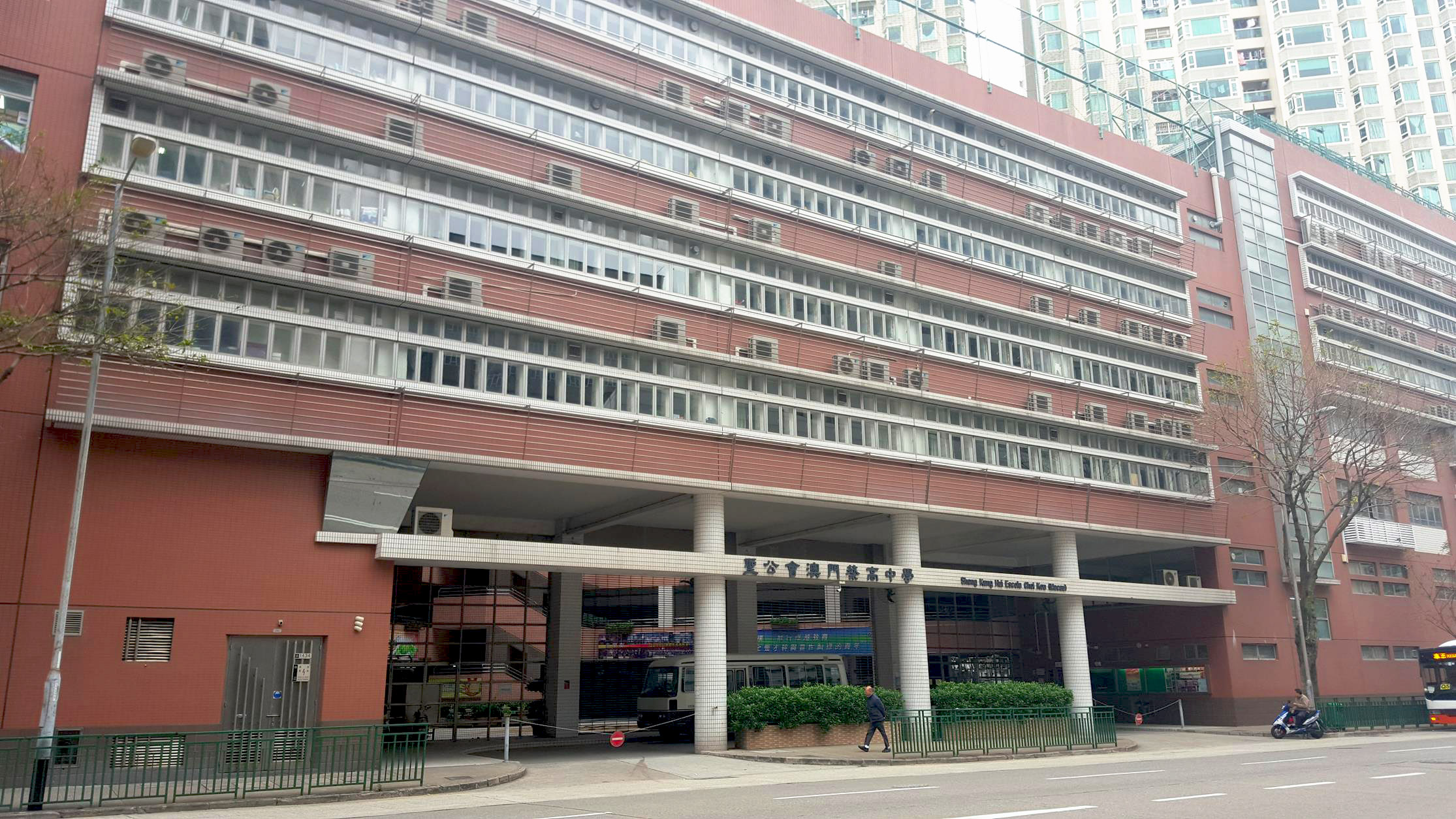
黑沙環校舍

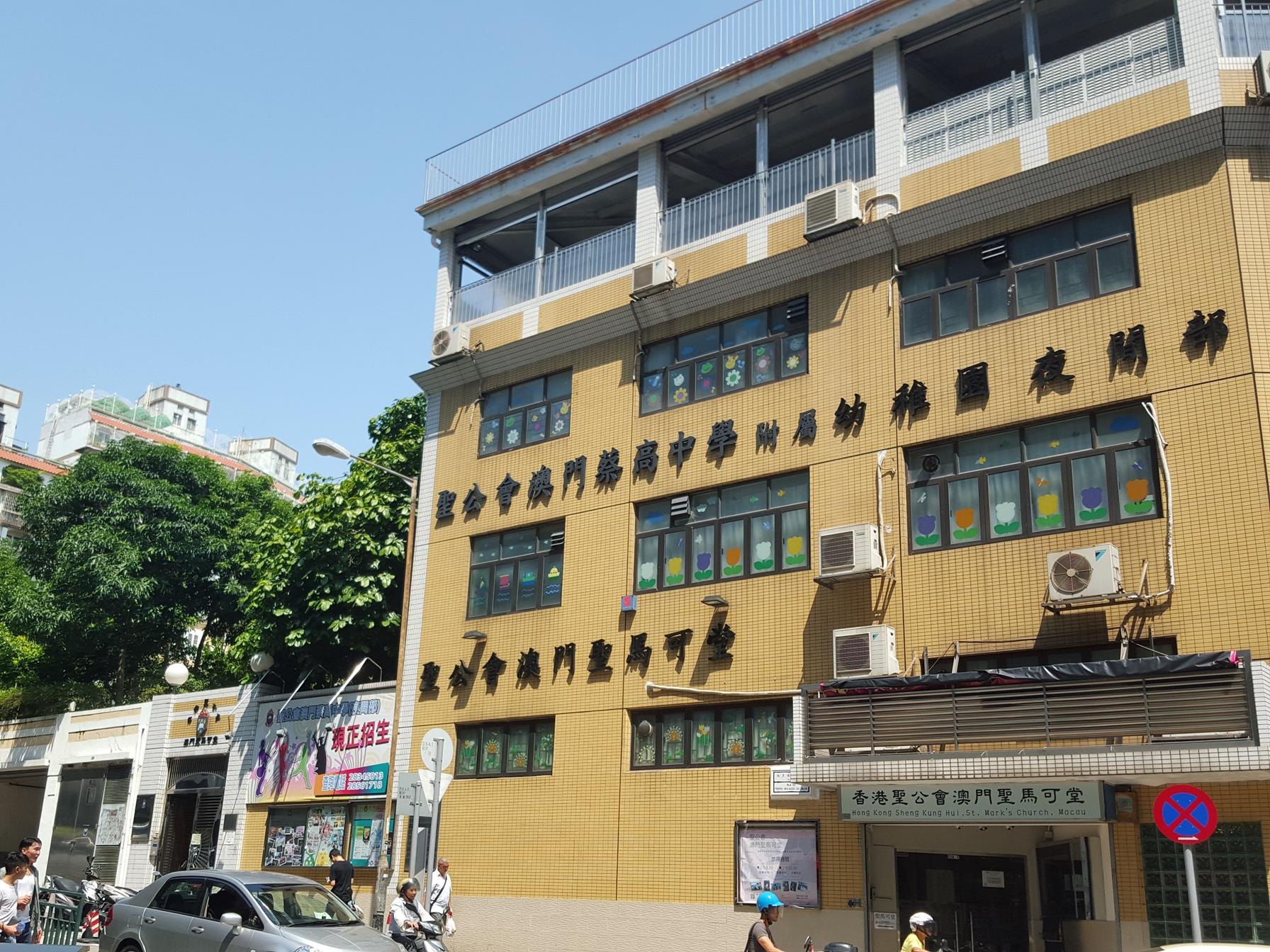
伯多祿局長街校舍

聖公會（澳門）蔡高中學（葡萄牙語：Sheng Kung Hui Escola Choi Kou (Macau)），為香港聖公會澳門傳道地區屬下之辦學機構，於1919年創校，是澳門其中一所歷史悠久的基督教學校。該校現行小學六年制，初中三年制及高中三年制。

## 簡史
蔡高中學前身為志道幼稚園，由志道會堂（今中華基督教會志道堂）於1919年創辦，位於馬大臣街。1933年，易名為蔡高幼稚園，以記念蔡高先生為首位華人新教徒。
1946年，蔡高幼稚園增辦至初中，並租賃東望洋斜巷一幢三層高的洋房作為校舍。1949年，增辦至高中。1962年，中學實施五年制，復辦大學預科班（即中六）。
1967年，志道堂考慮到新任校長能否在後一二·三事件的社會環境下保侍該校的基督教辦學精神，故經得聖公會澳門聖馬可堂同意後，由聖馬可堂及聖公會接辦蔡高中學，隸屬聖公會港澳教區東九龍傳道地區。而中學部設在馬大臣街，幼稚園和小學則遷往東望洋斜巷。一二·三事件後，香港聖公會沒有按照約定交還蔡高學校的主權予中華基督教會香港區會，法律訴訟無效。
1973年，在伯多祿局長街興建校舍作為中小學校址，幼稚園仍留在東望洋斜巷五號上課。
1997年，加入政府公共學校網；同年開辦正規夜中學，為失學少年及在職人士提供升學途徑翌年成立聖公會蔡高中學成人培訓中心，舉辦多項實務及專科課程。
1998年，澳葡政府撥出位於黑沙環新填海區馬揸度博士大馬路KL1地段作為興建中學部新校舍之用；該校舍於1999年落成及啟用，而伯多祿局長街校舍則作幼稚園、小學部及夜校部之用。由2008年9月起，小學部也遷到黑沙環校舍上課。
1999年起，在中學部推行ISO9000計劃。
2010年1月，通過世界教育質量促進聯盟的教學質量認證評審。

## 兩個校舍及其設施

### 黑沙環校舍
- 地址：澳門馬揸度博士大馬路266號 Avenida do Dr. Francisco Vieira Machado, no.266
- 設施：地面室內籃球場、醫護室、四樓小型足球場、天台運動場、六樓生物實驗室、物理實驗室(一、二)、物理實驗資源室、化學實驗室(一、二)、化學實驗資源室、四樓電腦A室、電腦B室、電腦C室、主電腦室、二樓禮堂、地下禮堂、六樓圖書館、二樓多功能室、三樓多功能室、會議室等。

### 白馬行校舍
- 地址：澳門白馬行53號 Rua de Pedro Nolasco da Silva, no.53
- 設施：幼兒電腦室、幼兒休息室、醫護室、幼兒教室、幼兒禮堂、幼兒故事室、幼兒美勞室、幼兒遊樂室、幼兒遊樂場、一樓禮堂、四樓電腦室、閱覽室等。

## 學校象徵

### 校訓
該校的校訓是「誠毅愛樸」，過去是以香港聖公會屬校統一校訓「非以役人，乃役於人」作為校訓。

### 辦學目標
該校在20世紀1990年代末訂立，沿用了超過十年的「辦學目標」：『共建安穩校園，推行卓越教育，培養有全面才幹與普世胸襟的青年』於2009年7月作了修訂。修訂後的辦學目標是：『弘揚誠毅愛樸，推行卓越教育，培養有全面才幹與普世胸襟的青年』，並於2009年10月22日起開始使用。

### 校徽

#### 40至60年代

40至60年代的校徽

聖公會蔡高中學在1950年代的校徽是圓形的。校徽中間有一本聖經，而聖經上的十字架是代表耶穌永生及其光榮；校徽外圍寫有「蔡高中學」及英文「Choi Ko Middle School」。

#### 70年代至2009年10月21日前

70年代至2009年10月21日前使用的校徽

聖公會蔡高中學於2009年10月21日前使用的校徽是一個盾徽，是參照香港聖公會教省盾徽的。校徽的盾徽正中藍色帳幔象徵中國勞苦及平民大眾衣服的顏色；盾徽內也有七個圖案（各意義請見下表）
| 盾徽內的圖案 | 象徵或代表                                                       |
| ------------ | ---------------------------------------------------------------- |
| 教冠         | 象徵聖公會是行主教制的教會；也象徵聖公會承擔承襲使徒所流傳的信仰 |
| 盾形         | 象徵信徒在俗世衛道                                               |
| 冠冕         | 象徵基督的君王身份                                               |
| 聖經         | 聖經是上帝通過以色列人的歷史和耶穌基督的生命作啟示的紀錄         |
| 鑰匙         | 聖公會權威                                                       |
| 牧杖         | 教會對世界肩負牧養的責任                                         |
| 蜆殼         | 象徵洗禮；表示教會具傳福音的使命                                 |

#### 2009年10月22日至今

2009年10月22日起開始使用的校徽

精簡版本的校徽

聖公會蔡高中學在2009年為了慶祝該校90週年校慶，因而作出新的校徽設計比賽。並於2009年10月22日起開始使用新校徽。

蔡高中學新校徽的意義;盾徽內也有八個圖案（各意義請見下表）
| 盾徽內的圖案 | 象徵或代表                                                                     |
| ------------ | ------------------------------------------------------------------------------ |
| 主教冠       | 表示聖公會乃是主教制的教會，學校為聖公會所辦                                   |
| 盾形         | 有護衛基督教信仰的象徵                                                         |
| 十架         | 表明耶穌基督為拯救世人，被釘十架，捨身流下寶血。有如校訓中勇敢與堅毅           |
| 聖經         | 聖經是上帝默示世人寫下祂的話語，叫人依循去行                                   |
| 光輝         | 上帝透過耶穌基督在十架的救贖和聖經的啟示，光照世人更認識祂                     |
| CK           | 是聖公會(澳門)蔡高中學的英文簡寫，該名字是紀念首位信奉基督新教的中國人蔡高先生 |
| 藍色         | 作為表示平民大眾的勞動與勤奮，有如校訓中誠實與守信的美德                       |
| 布軸         | 在衛盾下以布軸標示「誠毅愛樸」的校訓，祈盼以此為學子服務社群的精神             |

### 校長
- 現任校長 - 陳志君博士

### 著名/傑出校友
- 劉炯朗 - 資訊科學家，曾任國立清華大學校長。
- 葉永烜 - 華裔德籍天文學家。
- 周庭希 - 澳門彩虹運動及社運人士。
- 司徒輝 - 澳門樂隊「司徒輝Band」主唱、作曲家、填詞人及導演。
- 黃日燊 - 前金銀業貿易場學校校長（1955年中五）[3]

## 外部連結
- 官方网站
- 聖公會（澳門）蔡高中學的Facebook專頁
- 聖公會（澳門）蔡高中學的Instagram帳戶
- YouTube上的聖公會（澳門）蔡高中學頻道